# Industrial Complex
Industrial Complex är ett studioalbum av den brittiska EBM-gruppen Nitzer Ebb, utgivet den 22 januari 2010. 
Den brittiska poptidskriften The Quietus beskrev albumet som "all kinds of awesome".

## Låtlista
1. "Promises" – 3:48
2. "Once You Say" – 3:41
3. "Never Known" – 3:58
4. "Going Away" – 4:10
5. "Hit You Back" – 4:19
6. "Payroll" – 2:57
7. "Down On Your Knees" – 3:52
8. "I Don't Know You" – 3:12
9. "My Door Is Open" – 3:15
10. "I Am Undone" – 3:51
11. "Kiss Kiss Bang Bang" – 2:57
12. "Traveling" – 3:13 (bonusspår)

## Bonusspår på den belgiska utgåvan
1. "Once You Say" (Komor Kommando Mix) – 5:06
2. "Once You Say" (Leæther Strip Mix) – 5:55
3. "Once You Say" (Essence of Mind Mix) – 4:16
4. "Once You Say" (Implant Mix) – 4:44
5. "Once You Say" (Pouppée Fabrikk Mix) – 5:11

## Medverkande
- Bon Harris
- Douglas McCarthy
- Jason Payne